# George Walker (compositeur)
Pour les articles homonymes, voir George Walker et Walker.
George Theophilus Walker (Washington, 27 juin 1922 – Montclair, 23 août 2018) est un compositeur américain.
Il est le premier Afro-Américain à remporter le prix Pulitzer de musique en 1996, avec Lilacs, pièce pour soprano et orchestre,.

## Biographie

### Formation
George Theophilus Walker naît à Washington, le 27 juin. Son père est un émigré de Kingston, en Jamaïque qui, aux États-Unis, est devenu médecin après avoir été diplômé de Temple University School of Medicine de Philadelphie. La mère de Walker, Rosa King supervise les premières leçons de piano de son fils, dès ses cinq ans. Son premier professeur est Mlle Marie L. Henry et son second professeur, Mme Lillian Mitchell Allen, avait obtenu un doctorat en éducation musicale. Avant d'obtenir son diplôme à l'École secondaire Dunbar, George Walker présente dans son premier récital à l'âge de quatorze ans, à la Chapelle Commémorative Andrew Rankin de l'Université Howard.
George Walker est admis à l'Oberlin Conservatory (près de Cleveland) où il étudie le piano avec David Earl Moyer et l'orgue avec Arthur Poister. En 1939, il est l'organiste de l'École supérieure de Théologie de l'université Oberlin. Il obtient son diplôme à dix-huit ans, avec les plus grands honneurs et poursuit sa formation musicale au Curtis Institute of Music, pour étudier le piano avec Rudolf Serkin, la musique de chambre avec William Primrose et Gregor Piatigorsky, la composition avec Rosario Scalero (le professeur de Samuel Barber). Il est diplômé en piano et composition de l'Institut Curtis en 1945, devenant le premier noir diplômé de l'école de musique.

### Carrière
George Walker se produit pour son premier récital à l'hôtel de ville de Manhattan. Avec ces « notables » débuts, comme l'écrit The New York Times, il est le premier instrumentiste noir à jouer dans cette salle. Pendant les cinq décennies suivantes, George Walker se partage également  dans la carrière de concertiste, de professeur de musique et de compositeur. Deux semaines après ses débuts à New York, il interprète le Troisième concerto pour piano de Rachmaninoff avec l'Orchestre de Philadelphie sous la direction d'Eugene Ormandy, en tant que vainqueur des auditions des jeunes du Philadelphia Orchestra.
Il est le premier instrumentiste noir à se produire avec cet orchestre. L'année suivante, il joue le deuxième concerto pour piano de Brahms avec le Symphonique de Baltimore, sous la baguette de Reginald Stewart et le Concerto n° 4 de Beethoven avec Dean Dixon et son orchestre. En 1950, George Walker est le premier instrumentiste noir à signer avec une grande maison de management, le National Concert Artists. En 1954, il effectue une tournée dans sept pays d'Europe, jouant dans les grandes villes de Stockholm, Copenhague, La Haye, Amsterdam, Francfort, Lausanne, Berne, Milan et Londres.
À son retour aux États-Unis, il enseigne pendant un an à l'université Dillard à la Nouvelle-Orléans, avant de préparer son doctorat à l'école de musique Eastman en 1955. L'année suivante, il est le premier noir récipiendaire d'un doctorat de l'institution, et reçoit également un diplôme d'artiste en piano. George Walker reçoit une bourse Fulbright et une bourse John Hay Whitney, en 1957.
La même année, il devient également le premier compositeur à recevoir le prix de composition John Hay Whitney, qui lui permet de passer deux années à Paris, où il étudie la composition avec Nadia Boulanger. En 1959, il entame une tournée de concerts en France, en Hollande et en Italie. Après un récital au Wigmore Hall de Londres en 1963, parrainé par Mme Zimbalist, il reçoit le titre de membre honoraire de la Société Frédéric Chopin.
La brillante carrière de George Walker en tant que professeur se poursuit dans les années 1960, avec des postes de professeur à l'École de musique Dalcroze, La New School for Social Research où il introduit un cours d'Esthétique, le Smith College (1961–1968), où il est le premier noir permanent, membre de la faculté, en tant que professeur invité à l'université du Colorado (1968–1969) ; à l'université Rutgers (1969–1992) où il sert en tant que président du département musique pendant plusieurs années ; à l'Institut Peabody de l'université Johns-Hopkins de Baltimore (1975–1978), et à l'université du Delaware (1975–1976), où il est le lauréat de la première Minority Chair établit par l'université.
Il donne des classes de maître dans de nombreuses institutions, notamment le Curtis Institute of Music, l'Oberlin Conservatory of Music de l'université Columbia, à l'université de Wayne State, au Wellesley College, à l'université Temple, à l'université Washington de Saint-Louis, au Williams College, à l'université d'État de Montclair et à l'université du Colorado
En 1946, George Walker compose son Quatuor à cordes n° 1. Le deuxième mouvement, intitulé Lyric for Strings, est l'une des œuvres pour orchestre les plus fréquemment jouée par un compositeur américain vivant. Par la suite son corpus de compositions comprend plus de 90 œuvres pour orchestre, orchestre de chambre, piano, cordes, voix, orgue, clarinette, guitare, cuivres, vents et chœur.

### Prix et reconnaissance
En 1996, George Walker est le premier compositeur noir à recevoir le prestigieux prix Pulitzer de musique pour son œuvre, Lilacs, pour soprano et orchestre. Le texte est un long poème de Walt Whitman, « When Lilacs Last in the Dooryard Bloom'd », écrit après l'assassinat d'Abraham Lincoln. La pièce est créée par l'orchestre symphonique de Boston, dirigé par Seiji Ozawa. En 1997, le maire de Washington, Marion Barry, proclame dans la capitale le 17 juin, « journée George Walker ».
En 1998, il reçoit le prix des compositeurs du Lancaster Symphony et la lettre de distinction de l'American Music Center pour « sa contribution significative au domaine de la musique contemporaine américaine ». Il est élu à l'Académie américaine des arts et des lettres en 1999. L'année suivante, George Walker est intronisé au panthéon de l'American Classical Music Hall of Fame.
Au cours des années suivantes, il reçoit de nombreuses récompenses, notamment le prix Dorothy Maynor (2000), le prix racines classiques du Detroit Symphony (2001), le prix A. I. Dupont du Delaware Symphony (2002) le Washington Music Hall of Fame (2002) et le prix Aaron Copland de l'ASCAP (2012). Il est le récipiendaire de deux bourses Guggenheim, deux bourses Rockefeller, un de la commission de la fondation Paul Fromm, deux prix de la fondation Koussevitsky et un prix de l'Académie américaine des arts et des lettres. Walker a reçu plusieurs doctorats honoris causa : par le Lafayette College (1982), Oberlin College (1983), Bloomfield College (1996), Montclair State University (1997), Curtis Institute of Music (1997), Spelman College (2001) et l'école de musique Eastman où il prononce le discours d'ouverture (2012).
Son autobiographie, « Reminiscences of an American Composer and Pianist » (Réminiscences d'un compositeur et pianiste américain) est parue en 2009 chez Scarecrow Press.

### Famille
George Walker est le père de deux fils : le violoniste et compositeur Grégoire T. S. Walker et le dramaturge Ian Walker.

## Compositions
- Abu pour narrateur et ensembles de chambre (commande de Network for New Music)
- Address pour orchestre (1959, 1995)
- An Eastman Overture (commande de l'Eastman School of Music)
- Antifonys pour orchestre de chambre
- A Red, Red Rose pour voix et piano (1971)
- Bleu pour violon seul
- Cantate pour soprano, ténor, chœur de garçons et orchestre de chambre (1982 ; commande du Boys Choir d'Harlem)
- Canvas pour ensemble à vents et narrateur (commande du College Band Directors National Association)
- Concerto pour piano et orchestre (1975 ; commande du National Endowment for the Arts)
- Concerto pour violoncelle (1981 ; commande de l'Orchestre philharmonique de New York)
- Concerto pour violon et orchestre (création avec le Philadelphia Orchestra, avec le soliste Gregory Walker)
- Da Camera (commande de Musica Reginae)
- Deux pièces pour orgue
- Dialogus pour violoncelle et orchestre (1976 ; commande du Cleveland Orchestra)
- Emily Dickinson Songs
- Five Fancies pour clarinette et piano à quatre mains (commande du David Ensemble)
- Foils pour orchestre « Hommage a Saint George » (commande de l'Eastman School of Music)
- Folk Songs pour orchestre (1990)
- Guido's Hand (commande de Xerox)
- Hommage to Saint George (commande de l'Eastman School of Music)
- Hoopla: A Touch of Glee (création par le Las Vegas Philharmonic)
- Icarus In Orbit (création par le New Jersey Youth Symphony)
- In Praise of Folly (création par le New York Philharmonic)
- Lilacs pour voix et orchestre (1995 ; création par le Boston Symphony)
- Lyric pour cordes (1941)
- Messe pour solistes, chœur et orchestre (1977 ; commande du National Endowment for the Arts)
- Modus (commande du Cygnus Ensemble)
- Mouvements pour violoncelle et orchestre (création à l'University of Illinois)
- Music for 3
- Music for Brass. Sacred and Profane (1975)
- Musique pour deux pianos
- Nine Songs pour voix et piano
- Orpheus for Narrator and Chamber Orchestra (1994 ; création par le Cleveland Chamber Orchestra)
- Ouverture : In Praise of Folly
- Pageant and Proclamation (commande du New Jersey Symphony)
- Perimeters pour clarinette et piano (1966)
- Poeme pour violon et orchestre (création par l'Orchestre de chambre de Saint Paul)
- Poem pour soprano et orchestre de chambre (commande du National Endowment for the Arts)
- Psalms pour chœur
- Quatuor à cordes n° 1 (1945)
- Quatuor à cordes n° 2 (1967)
- Serenata pour orchestre de chambre (Michigan Chamber Orchestra commission)
- Sonate pour alto et piano
- Sonate pour deux pianos
- Sonate pour piano n° 1 (1953)
- Sonate pour piano n° 2 (1957)
- Sonate pour piano n° 3 (1975)
- Sonate pour piano n° 4 (1984)
- Sonate pour piano n° 5
- Sonate pour violoncelle et piano (1957)
- Sonate pour violon et piano n° 1 (1959)
- Sonate pour violon et piano n° 2 (1979 ; création au Kennedy Center for the Performing Arts)
- Spatials pour piano (1961)
- Spektra pour piano (1971)
- Spires pour orgue (1998)
- Symphonie n° 1 (commande de la fondation Paul Fromm)
- Symphonie n° 2 (commande de la fondation Koussevitsky)
- Symphonie n° 3
- Symphonie n° 4 (création en 2013 par le New Jersey Symphony à Carnegie Hall)
- Tangents pour orchestre de chambre (1999 ; commande du Columbus Pro Musica Chamber Orchestra)
- Trois pièces pour orgue
- Variations pour orchestre
- Windset pour quintette à vent (1999)

## Écrit
- (en) George Walker, Reminiscences of an American Composer and Pianist, Lanham, Scarecrow Press, 2009, 222 p. (ISBN 978-0-8108-6940-0, OCLC 602467194)

## Discographie
- Great American Orchestral Music, vol. 2 (2010, Albany Records Troy 1178)
- Great American Orchestral Music, vol. 4 (2013, Albany Records Troy 1430)
- Mass, Psalms 96 & 117 et Concerto pour piano n° 2 de Brahms - George Walker, piano ; Baltimore Symphony Orchestra (2013, Albany Records Troy 1447)
- Musique de chambre et mélodies (2010, Naxos 8.559659)